# علی ارسلان
علی ارسلان (زادهٔ ۱۸ اردیبهشت ۱۳۷۴ آمل) کشتی‌گیر فرنگی‌کار اهل ایران-صربستان است که در تیم ملی صربستان بازی می‌کند.
از افتخارات او می‌توان به کسب مدال طلای قهرمانی کشتی جهان ۲۰۲۲ و برنز قهرمانی بزرگسالان جهان ۲۰۲۳ و ۲۰۲۴ اشاره کرد.

## فعالیت حرفه‌ای

### قهرمانی جوانان آسیا ۲۰۱۵
در وزن ۶۶ کیلوگرم علی ارسلان پس از استراحت در دور نخست، در دور دوم و سوم به ترتیب کشتی گیرانی از کشورهای قزاقستان و ژاپن را ضربه کرد و به دیدار فینال راه یافت. ارسلان در این دیدار با نتیجه ۹ بر ۲ از سد کشتی‌گیر ازبکستانی گذشت و با اقتدار صاحب مدال طلا شد.

### قهرمانی جوانان جهان ۲۰۱۵
در وزن ۶۶ کیلوگرم علی ارسلان پس از استراحت در دور اول، در دور دوم مقابل فلاویو فره اولر از سوئیس با نتیجه ۸ بر ۰ به برتری رسید. وی در دور سوم مقابل ادواردو پالنکو از دومینیکن با نتیجه ۴ بر ۲ پیروز شد. ارسلان در مرحله نیمه نهایی مقابل احمد کیت سوکوف از روسیه با نتیجه ۰ بر ۱۰ شکست خورد و راهی دیدار رده‌بندی شد که در این دیدار با نتیجه ۱۰ بر ۱ ماتیاش از اوکراین را شکست داده و مدال برنز را بر گردن آویخت.

### قهرمانی آسیا ۲۰۱۷
در وزن ۶۶ کیلوگرم این مسابقات، علی ارسلان در دور نخست با نتیجه ۲ بر صفر جینچول پانگ از کره شمالی را شکست داد. وی در دور بعد با نتیجه ۵ بر ۳ راویندر از هند را مغلوب کرد و به مرحله نیمه نهایی راه یافت. ارسلان در این مرحله به مصاف سانگ هون اوه از کره جنوبی رفت و در حالی که با نتیجه ۵ بر یک از حریف خود پیش بود، با نتیجه ۹ بر ۵ مغلوب و راهی دیدار رده‌بندی شد. ارسلان در این دیدار المورات تاسمورادوف دارنده مدال برنز المپیک و جهان را با نتیجه ۱۱ بر یک شکست داد و صاحب مدال برنز شد.

### زیر ۲۳ سال جهان ۲۰۱۸
علی ارسلان در دور اول مقابل راماز زوئیدزه از گرجستان با نتیجه ۱۲ بر ۴ شکست خورد و به گروه شانس مجدد رفت. وی در نخستین دیدار خود در گروه شانس مجدد با نتیجه ۴ بر ۶ مغلوب آرمن واردانیان از ازبکستان شد و از دور رقابت‌ها کنار رفت.

### قهرمانی جهان ۲۰۲۲
علی ارسلان در جریان مسابقات قهرمانی جهان در صربستان، در وزن ۷۲ کیلوگرم به روی تشک رفت. او ابتدا با نتیجه ۱۱ بر ۲ آندری کولیک از اوکراین را مغلوب کرد و در یک‌هشتم نهایی نیز در مقابل رابرت فریتچ مجارستانی قرار گرفت که با نتیجه ۷ بر ۳ به پیروزی دست یافت. ارسلان در یک چهارم نهایی برابر کریستوپاس اسلیوا از لیتوانی قرار گرفت و با نتیجه قاطع ۹ بر صفر به برتری رسید و راهی نیمه نهایی شد. ارسلان در نیمه نهایی نیز مقابل ابراهیم قانم از فرانسه ۵ بر ۱ پیروز شد و به فینال رسید. وی در دیدار نهایی با غلبه بر اولوی غنی‌زاده از آذربایجان با نتیجه ۷ بر ۴ به مدال طلای قهرمانی جهان رسید.

### قهرمانی جهان ۲۰۲۳
ارسلان در وزن ۷۲ کیلوگرم کشتی فرنگی قهرمانی کشتی جهان ۲۰۲۳ بلگراد شرکت کرد، او در این مسابقات در ابتدا دانیال سهرابی از ایران را مغلوب کرد اما در مسابقه بعد به روبرت فریتش از مجارستان باخت و با توجه به حضور این کشتی‌گیر در فینال، به دیدار شانس مجدد رفت. او در مرحله شانس مجدد جمول جمابایف از ازبکستان را شکست داد و به دیدار نهایی رده‌بندی رسید. وی در این دیدار شینگو هارادا از ژاپن را با نتیجه قاطع ۰-۱۰ شکست داد و در انتها مدال برنز قهرمانی جهان را به دست آورد.

### قهرمانی جهان ۲۰۲۴
علی ارسلان در وزن ۷۲ کیلوگرم کشتی فرنگی قهرمانی کشتی جهان ۲۰۲۴ تیرانا با پیروزی متوالی بر میکو پلتوکانگاس از فنلاند و مایکل ویدمایر از آلمان به مرحله ما قبل فینال راه یافت و در مبارزه نیمه‌نهایی این وزن مغلوب ابراهیم غانم فرانسوی شد. ارسلان برای کسب مدال برنز قهرمانی جهان مقابل آرمن ملیکیان از ارمنستان قرار گرفت. ارسلان درحالیکه امتیاز زیادی را در وقت اول از دست داده بود، در وقت دوم توانست نتیجه را برابر ۱۲-۱۲ به سود خود کرد و درنهایت با نتیجه ۱۶-۱۴ حریف خود را شکست داد و در انتها سومین مدال جهانی‌اش را این بار خارج از صربستان و در خاک آلبانی به دست آورد. این سومین مدال ارسلان در سومین حضورش در مسابقات قهرمانی جهان بود.

## تغییر تابعیت ورزشی
علی ارسلان عنوان کرده بود که کادر فنی و محمد بنا به سبک کشتی او اعتقادی ندارند و فرصت درخشیدن در ترکیب تیم ملی بزرگسالان ایران و در نهایت رفتن به رقابت‌های جهانی را به او نمی‌دهند. ارسلان با توجه به این بی‌مهری توسط محمد بنا، نهایتاً تصمیم به مهاجرت گرفت. بنا به مهاجرت علی ارسلان و مقصر دانستن محمد بنا در مهاجرتش، این بهانه‌ای دست منتقدان سرمربی داد تا به‌طور علنی با سیاست‌های او برای انتخاب کشتی‌گیران تیم ملی مخالفت کنند.
ارسلان نهایتاً در ۲۸ آذر سال ۱۴۰۰ رسماً به تابعیت کشور صربستان به شکل ورزشی درآمد و از این زمان با نشان و پرچم این کشور به مسابقات می‌پردازد. ارسلان در قالب تیم ملی صربستان در اولین تورنمنت خود در قهرمانی اروپا در وزن ۷۲ کیلوگرم به میدان رفت و مدال طلای این مسابقات را کسب کرد. مربی او در تیم ملی صربستان، امیرحسین حسینی است.